# Rui Machete

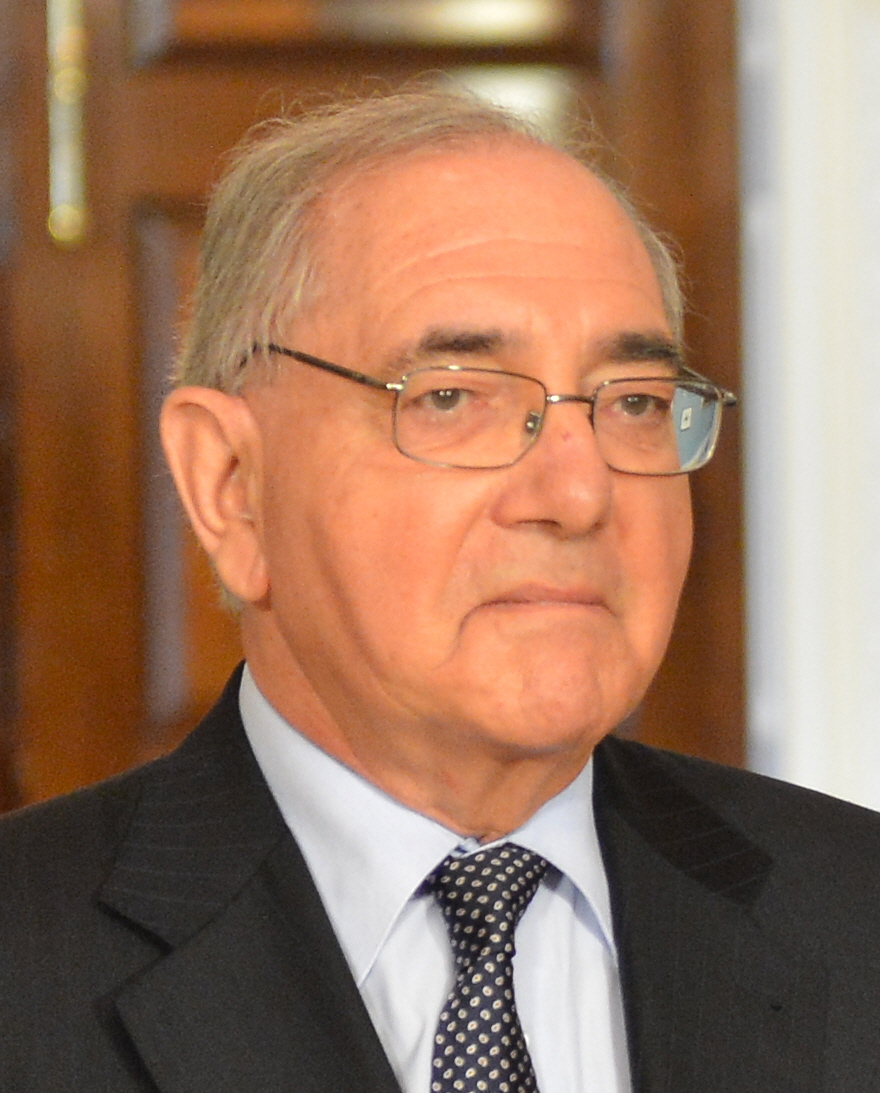
Rui Machete (2015)

Rui Manuel Parente Chancerelle Machete (* 7. April 1940 in Setúbal) ist ein portugiesischer Politiker und Rechtsanwalt. Er war von 2013 bis 2015 Staatsminister und Minister für die auswärtige Angelegenheiten Portugals. Zuvor war er schon Vizepremier, Verteidigungs-, Justiz- und Sozialminister Portugals.

## Biografie
Rui Machete studierte Rechtswissenschaften mit Abschluss an der Universität Lissabon. Er nahm ein Aufbaustudium in Wirtschafts- und Politikwissenschaft im Jahr 1963. Er erhielt von der Stiftung Calouste Gulbenkian eine Auszeichnung für Geschichts- und Rechtswissenschaft im Jahr 1960 sowie für Wirtschafts- und Politikwissenschaft im Jahr 1962. Er arbeitete seit 1964 als Anwalt.
Er hat Verfassungsrecht, Verwaltungsrecht und Politikwissenschaft an der rechtswissenschaftlichen Fakultät der Universität Lissabon gelehrt. Er ist Professor an der Katholischen Universität von Portugal in Lissabon, wo er Verwaltungsrecht und Öffentliche Verwaltung lehrt.
Seine politische Karriere begann er 1975 als Staatssekretär für Emigration. Vom 2. Januar 1976 bis zum 23. Juli 1979 war er Sozialminister Portugals. Sein Vorgänger in diesem Amt war Jorge Borges Sá und sein Nachfolger war	Armando Bacelar.
Er saß von 1981 bis 1983 im Vorstand der Bank von Portugal. Anschließend war er vom 9. Juni 1983 bis zum 15. Februar 1985 Justizminister und vom 15. Februar 1985 bis zum 6. November 1985 Vizepremierminister und Minister für Nationale Verteidigung. Zwischen 1976 und 1980, sowie von 1985 bis 1995 war er Abgeordneter des portugiesischen Parlaments, der Assembleia da República.
Am 24. Juli 2013 wurde Rui Machete als Außenminister in der Nachfolge von Paulo Portas (CDS-PP) ins Kabinett Passos Coelho berufen worden. In diesem Amt wurde er am 26. November 2015 durch Augusto Santos Silva abgelöst.
Er ist Mitglied der PSD.